# Diócesis de Soacha
La diócesis de Soacha (en latín: Dioecesis Soachaënsis) es una circunscripción eclesiástica de la Iglesia católica en Colombia. Se trata de una diócesis latina, sufragánea de la arquidiócesis de Bogotá. Desde el 25 de abril de 2022 su obispo es Juan Carlos Barreto Barreto.

## Territorio y organización
La diócesis tiene 425 km² y extiende su jurisdicción sobre los fieles católicos de rito latino residentes en los municipios de Soacha y Sibaté; en la localidad de Bosa y las UPZ 65 Arborizadora y 69 Ismael Perdomo de Ciudad Bolívar en el municipio de Bogotá del distrito Capital. 
La diócesis limita con la arquidiócesis de Bogotá y las diócesis de Girardot, Facatativá y Fontibón.
La sede de la diócesis se encuentra en la localidad de Soacha, en donde se halla la Catedral de Jesucristo Nuestra Paz.
En 2022 en la diócesis existían 45 parroquias.

## Historia
Siendo arzobispo de Bogotá el cardenal Aníbal Muñoz Duque, y frente al crecimiento demográfico de dicha circunscripción eclesiástica, se comenzó a gestar la idea de crear las diócesis urbanas para procurar una mejor atención pastoral y administrativa en las áreas donde el aumento de la población y el desarrollo urbano lo requería. Por lo cual, el cardenal Muñoz presentó un proyecto a la Santa Sede para tal fin. La idea se volvió prioridad pastoral y es así como los sucesores del cardenal Muñoz Duque ─el cardenal Mario Revollo Bravo y el cardenal Pedro Rubiano Sáenz─ continuaron con la labor. En el sector sur de la arquidiócesis de Bogotá se estableció la zona pastoral del Espíritu Santo, hasta el año 2000 cuando se constituyó la zona pastoral episcopal territorial de San Pablo, con sede en el municipio de Soacha, nombrándose como vicario episcopal y obispo auxiliar de Bogotá a Daniel Caro Borda. Ya para el 2002 la arquidiócesis de Bogotá llegó a tener más de 6 500 000 feligreses y más 340 parroquias, aumentado la complejidad pastoral.
La diócesis fue erigida el 6 de agosto de 2003 mediante la bula Frequenter fieri del papa Juan Pablo II, obteniendo el territorio de la zona pastoral episcopal territorial de San Pablo de la arquidiócesis de Bogotá. Inicialmente tenía 28 parroquias y el obispo titular a cargo de la misma, Daniel Caro Borda, fue nombrado su primer obispo diocesano. Tomó posesión oficial el 14 de septiembre de 2003, en presencia del nuncio apostólico.
Su segundo obispo fue José Daniel Falla Robles, quien ocupó la sede desde 2016 hasta su fallecimiento en 2021. El 25 de abril de 2022 la Santa Sede nombró como nuevo titular al obispo Juan Carlos Barreto.

## Estadísticas
Según el Anuario Pontificio 2023 la diócesis tenía a fines de 2022 un total de 1 304 000 fieles bautizados.
| Año                                                                             | Población            | Población | Población      | Sacerdotes | Sacerdotes    | Sacerdotes    | Bautizados por sacerdote | Diáconos permanentes | Religiosos | Religiosos | Parroquias |
| Año                                                                             | Bautizados católicos | Total     | % de católicos | Total      | Clero secular | Clero regular | Bautizados por sacerdote | Diáconos permanentes | Varones    | Mujeres    | Parroquias |
| ------------------------------------------------------------------------------- | -------------------- | --------- | -------------- | ---------- | ------------- | ------------- | ------------------------ | -------------------- | ---------- | ---------- | ---------- |
| 2003                                                                            | 902 000              | 1 053 096 | 85.7           | 42         | 39            | 3             | 21 476                   | 1                    | 3          | 14         | 28         |
| 2004                                                                            | 765 000              | 900 000   | 85.0           | 43         | 38            | 5             | 17 790                   | 2                    | 20         | 128        | 31         |
| 2010                                                                            | 824 000              | 880 000   | 93.6           | 25         | 19            | 6             | 32 960                   | 8                    | 15         | 140        | 32         |
| 2014                                                                            | 860 000              | 917 000   | 93.8           | 65         | 55            | 10            | 13 230                   | 9                    | 17         | 143        | 34         |
| 2017                                                                            | 1 200 000            | 1 400 000 | 85.7           | 72         | 62            | 10            | 16 666                   | 11                   | 15         | 160        | 45         |
| 2022                                                                            | 1 304 000            | 1 638 000 | 79.6           | 74         | 65            | 9             | 17 621                   | 13                   | 14         | 160        | 45         |
| Fuente: Catholic-Hierarchy, que a su vez toma los datos del Anuario Pontificio. |                      |           |                |            |               |               |                          |                      |            |            |            |

## Episcopologio
- Daniel Caro Borda (6 de agosto de 2003-29 de junio de 2016 retirado)
- José Daniel Falla Robles † (29 de junio de 2016-1 de mayo de 2021 falleció)[nota 1][6]
- Juan Carlos Barreto Barreto, desde el 25 de abril de 2022